# Baldred
Pour l’article homonyme, voir Baldred (homonymie).

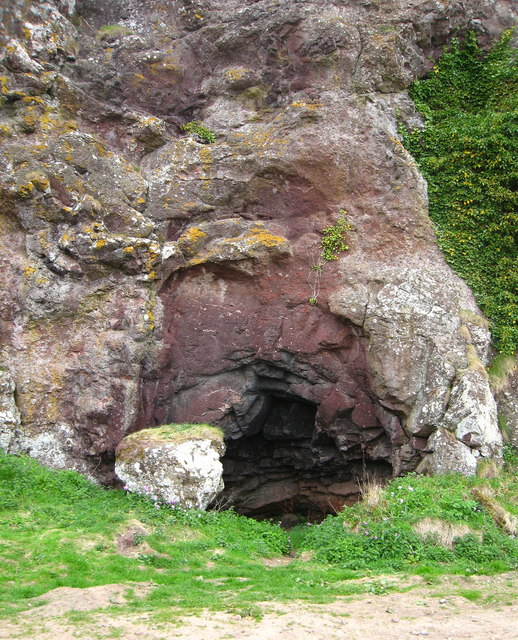
La grotte de Baldred, Seacliff.

Baldred ou saint Baldred ou Baldrède ou Balther (latin Baltherus) vécut au VIIIe siècle et mourut vers 756. Il fut moine anglais de l'abbaye de Lindisfarne, évangélisateur du Lothian et ermite sur Bass Rock. C'est un saint chrétien fêté le 6 mars.

## Histoire et tradition
Chargé d'évangéliser les populations païennes du Lothian, en Écosse, il fut envoyé dans la région du Firth of Forth et établit sa retraite sur l'île de Bass Rock. Il mourut sur Bass Rock en 756. Le lieu de son inhumation reste inconnu, mais certains affirment qu'il aurait pu être enterré près du château de Tantalion, à North Berwick. Une chapelle lui fut consacrée sur l'île en 1546.
Son souvenir a été conservé dans la région, comme celui de plusieurs autres saints locaux. Baldred est réputé pour avoir réalisé plusieurs miracles.

## Liens
- Notice dans un dictionnaire ou une encyclopédie généraliste :   - Oxford Dictionary of National Biography